# Лисенко Ігор Олександрович
Ли́сенко І́гор Олекса́ндрович (*31 березня 1991, місто Черкаси) — український футболіст, воротар.
Народився в місті Черкаси. Вихованець СДЮШОР міста Черкаси, перший тренер Сергієнко Сергій Іванович.

## Статистика виступів

### Аматорська ліга
| Сезон | Команда            | Турнір    | Матчі | Голи |
| ----- | ------------------ | --------- | ----- | ---- |
| 2011  | Славутич (Черкаси) | чемпіонат | 2     | −2   |

### Професіональна ліга
| Сезон     | Команда            | Турнір    | Матчі | Голи |
| --------- | ------------------ | --------- | ----- | ---- |
| 2011—2012 | Славутич (Черкаси) | чемпіонат | 0     | 0    |